# تشيب إنغرام
تشيب إنغرام (بالإنجليزية: Chip Ingram)‏ هو مقدم برامج إذاعية أمريكي، ولد في 21 يونيو 1954 في كولومبوس في الولايات المتحدة.